# 興梠一郎
興梠 一郎（こうろぎ いちろう、1959年（昭和34年） - ）は、日本の現代中国研究者、神田外語大学教授。
専攻は現代中国論。

## 略歴
大分県出身。九州大学経済学部卒業後、三菱商事中国チームにて勤務。カリフォルニア大学バークレー校修士課程修了、東京外国語大学大学院修士課程修了。
外務省専門調査員（香港総領事館）、外務省国際情報局分析第二課専門分析員、参議院第一特別調査室客員調査員を経て、現在は神田外語大学外国語学部アジア言語学科中国語専攻長。
NHKスペシャル『激流中国』の資料提供者。NHKBS『きょうの世界』のゲストファイルとなっている。

## 主なテレビ出演
- NHKクローズアップ現代「中国―エイズに苦しむ村」（2005年10月5日）
- NHKクローズアップ現代『変わる“世界の工場”中国～「新世代」に揺れる日系企業～』（2006年2月28日）
- BSフジ プライムニュース 不定期 北朝鮮･中国関連
- BS-TBS 報道1930 不定期 中国関連
- BS日テレ 深層NEWS 不定期 中国関連

## 著作

### 単著
- 『「一国二制度」下の香港』論創社、2000年9月。ISBN 978-4-8460-0176-6。
- 『現代中国 グローバル化のなかで』岩波書店〈岩波新書 新赤版 797〉、2002年8月。ISBN 978-4-00-430797-6。
- 『中国激流 13億のゆくえ』岩波書店〈岩波新書 新赤版 959〉、2005年7月。ISBN 978-4-00-430959-8。
- 『中国 巨大国家の底流』文藝春秋、2009年12月。ISBN 978-4-16-372010-4。
- 『中国巨大国家の深層』公共政策調査会〈Special report no. 113〉、2012年1月。全国書誌番号:22248517。
- 『中国目覚めた民衆 習近平体制と日中関係のゆくえ』NHK出版〈NHK出版新書 397〉、2013年1月。ISBN 978-4-14-088397-6。
- 『毛沢東　革命と独裁の原点』中央公論新社、2023年11月。ISBN 978-4-12-005720-5。

### 共編著
- 興梠一郎「Hong Kong' rules of law revised : controversy on the right abode judgement」『東アジア諸地域の社会変動に関する日仏共同研究』中嶋嶺雄 研究代表者、［中嶋嶺雄］、2000年3月。NCID BA57609185。 - 別タイトル：平成9年度～平成11年度科学研究費補助金(基盤研究A(2))研究成果報告書。
- 興梠一郎 著「戦後日中関係」、長谷川雄一 編『日本外交のアイデンティティ』南窓社〈国際関係学叢書 8〉、2004年1月。ISBN 978-4-8165-0320-7。
- 神保哲生、宮台真司、加藤紘一、劉傑、興梠一郎、猪間明俊『中国 隣りの大国とのつきあいかた』春秋社〈神保・宮台激トーク・オン・デマンド 5〉、2007年6月。ISBN 978-4-393-33267-2。
- 興梠一郎 著「現代中国を読む」、神田外語大学国際社会研究所 編『グローカリゼーション 国際社会の新潮流』神田外語大学出版局、2009年4月。ISBN 978-4-8315-3000-4。

### 訳書
- エドワーズ, R・ランドル、ヘンキン, ルイス、ネイサン, アンドリュー・J 著、斎藤惠彦、興梠一郎 訳『中国の人権 その歴史と思想と現実と』有信堂高文社、1990年12月。ISBN 978-4-8420-0518-8。
- 入江昭 著、興梠一郎 訳『日中関係この百年 世界史的展望』岩波書店、1995年4月。ISBN 978-4-00-001712-1。
- ワイリー, ピーター・ブース『黒船が見た幕末日本 徳川慶喜とペリーの時代』興梠一郎 訳・執筆協力、TBSブリタニカ、1998年7月。ISBN 978-4-484-98108-6。

## 主な論文
- CiNii収録論文 国立情報学研究所